# 阿爾巴尼亞—烏克蘭關係
阿爾巴尼亞－烏克蘭關係是指阿爾巴尼亞和乌克兰的關係。两国均为歐洲安全與合作組織的成员国，阿尔巴尼亚是北大西洋公约组织的正式成员国，而乌克兰则正在积极寻求加入北约。

## 历史

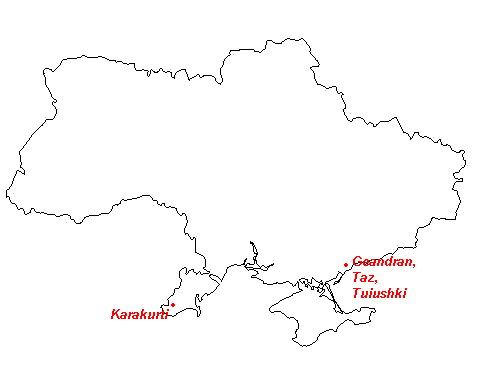
乌克兰境内的四个阿尔巴尼亚裔乌克兰人聚居区

在1787-1792年以及1806-1812年间的俄土战争期间，一些信奉东正教父阿尔巴尼亚人集体起义反抗奥斯曼帝国的统治，并加入了俄罗斯军队。战后，这些阿尔巴尼亚人大部分定居在敖德萨的Mala Arnautska、Velyka Arnautska及南比萨拉比亚地区，形成了一个乌克兰的阿尔巴尼亚族群。
在1991年乌克兰脱离苏联独立之前，阿尔巴尼亚与乌克兰的双边关系曾经为阿尔巴尼亚与苏联关系的一部分，期间因为第二次世界大战，赫魯雪夫否定史達林及中蘇交惡而导致关系多次中断。
1991年12月，乌克兰正式脱离苏联，成为独立的主权国家，阿尔巴尼亚政府则于1993年1月13日与乌克兰建交。两国关系良好，阿尔巴尼亚支持乌克兰对克里米亚半岛的主权，并谴责俄罗斯的侵略行为。2020年，乌克兰在地拉那设立常任驻阿尔巴尼亚大使馆，而阿尔巴尼亚政府也表示希望尽早在基辅开设大使馆，阿尔巴尼亚对乌克兰的相关事务曾暂由阿尔巴尼亚驻波兰大使馆兼轄。现已经在乌克兰开设代表机构并派驻临时代办。
2021年乌俄冲突期间，阿尔巴尼亚武装力量阿迪安·卢拉杰（Ardian Lulaj）上校及科索沃战略通讯主任塞弗·伊苏菲（Sefer Isufi）上校于2021年12月初发表了联合声明，表示愿意在美国指挥行动的情况下，在未来的军事行动中向乌克兰部署阿尔巴尼亚武装力量和科索沃安全部队。同年4月，俄军在乌克兰布查发动大屠杀，导致大量平民死亡后，阿爾巴尼亞外交部長奧爾塔·夏奇卡呼籲對俄军的罪行進行適當調查，并表示世界必須对俄罗斯採取行動，而阿爾巴尼亞也將與盟友和夥伴合作對俄军的罪行進行證明和調查。。

## 经贸关系
在2019年的前九个月，乌、阿两国双边贸易额达到2200万美元。其中乌克兰向阿尔巴尼亚出口1980万美元，贸易顺差760万美元。